# 239e division d'infanterie (Empire allemand)
Pour les articles homonymes, voir 239e division.
La 239e division d'infanterie est une grande unité de l'armée prussienne pendant la Première Guerre mondiale.

## Histoire
La division est constituée le 16 janvier 1917 et est engagée exclusivement sur le front occidental pendant la Première Guerre mondiale. À la fin de la guerre, la division rentre en bloc dans son pays, est démobilisée et finalement dissoute.

### Calendrier des batailles

#### 1917
- 16 février au 30 mars – Réserve de l'OHL
- 31 mars au 5 avril - Batailles en Champagne
- 6 avril au 27 mai - double bataille Aisne-Champagne
- 28 mai au 11 octobre - Batailles de tranchées près de Reims
- 12 octobre au 24 novembre - Bataille des Flandres
- 23 novembre au 3 décembre – Protection frontalière à la frontière belgo-néerlandaise
- 4 au 18 décembre - Combats de tranchées en Flandre et en Artois
- à partir de 19 décembre - Batailles de tranchées en Flandre

#### 1918
- jusqu'au 27 février - Batailles de tranchées en Flandre
- 26 février au 1er avril - Batailles de tranchées en Flandre et en Artois
  - du 16 au 20 Mars - Batailles de tranchées en Artois et marche vers la Grande Bataille de France
- 21 mars au 6 avril - Grande Bataille de France
  - Bataille décisive de Monchy-Cambrai
  - 24 au 25 mars - Bataille de Bapaume
- 7 au 10 avril - Batailles entre Arras et Albert
- 11 au 18 avril – Bataille d'Armentières
- 11 au 30 avril - Batailles de tranchées en Flandre et en Artois
- 1er mai au 18 juin - Batailles de tranchées en Lorraine
- 7 juillet au 9 octobre - Batailles de tranchées près de Reims
  - 26 septembre au 9 octobre – bataille défensive en Champagne et sur la Meuse
- 10 au 12 octobre - Batailles devant les fronts Hunding et Brunhild
- 13 au 24 Octobre - Batailles de tranchées sur l'Aisne
- 25 octobre au 4 novembre - Batailles avant et dans la position Hermann
- 5-11 novembre - combats en retraite devant la position Anvers-Meuse
- à partir de 12 novembre - évacuation du territoire occupé et retour au pays

## Composition

### Ordre de guerre du 6 janvier 1918
- 239e brigade d'infanterie
  - 466e régiment d'infanterie
  - 467e régiment d'infanterie
  - 468e régiment d'infanterie
  - 4e escadron du 9e régiment de dragons
- 239e commandant d'artillerie
  - 55e régiment d'artillerie de campagne
  - 78e bataillon d'artillerie à pied
- 239e bataillon du génie
- 239e commandant divisionnaire du renseignement

## Commandants
| Grade           | Nom                         | Date                               |
| --------------- | --------------------------- | ---------------------------------- |
| Generalleutnant | Hugo Schmiedecke            | 16 janvier 1917 au 11 janvier 1918 |
| Generalleutnant | Maximilian von Reitzenstein | 12 janvier 1918 à janvier 1919     |